# Chaetopelma gracile
Chaetopelma gracile är en spindelart som först beskrevs av Anton Ausserer 1871.  Chaetopelma gracile ingår i släktet Chaetopelma och familjen fågelspindlar. Inga underarter finns listade i Catalogue of Life.